# Colosseum

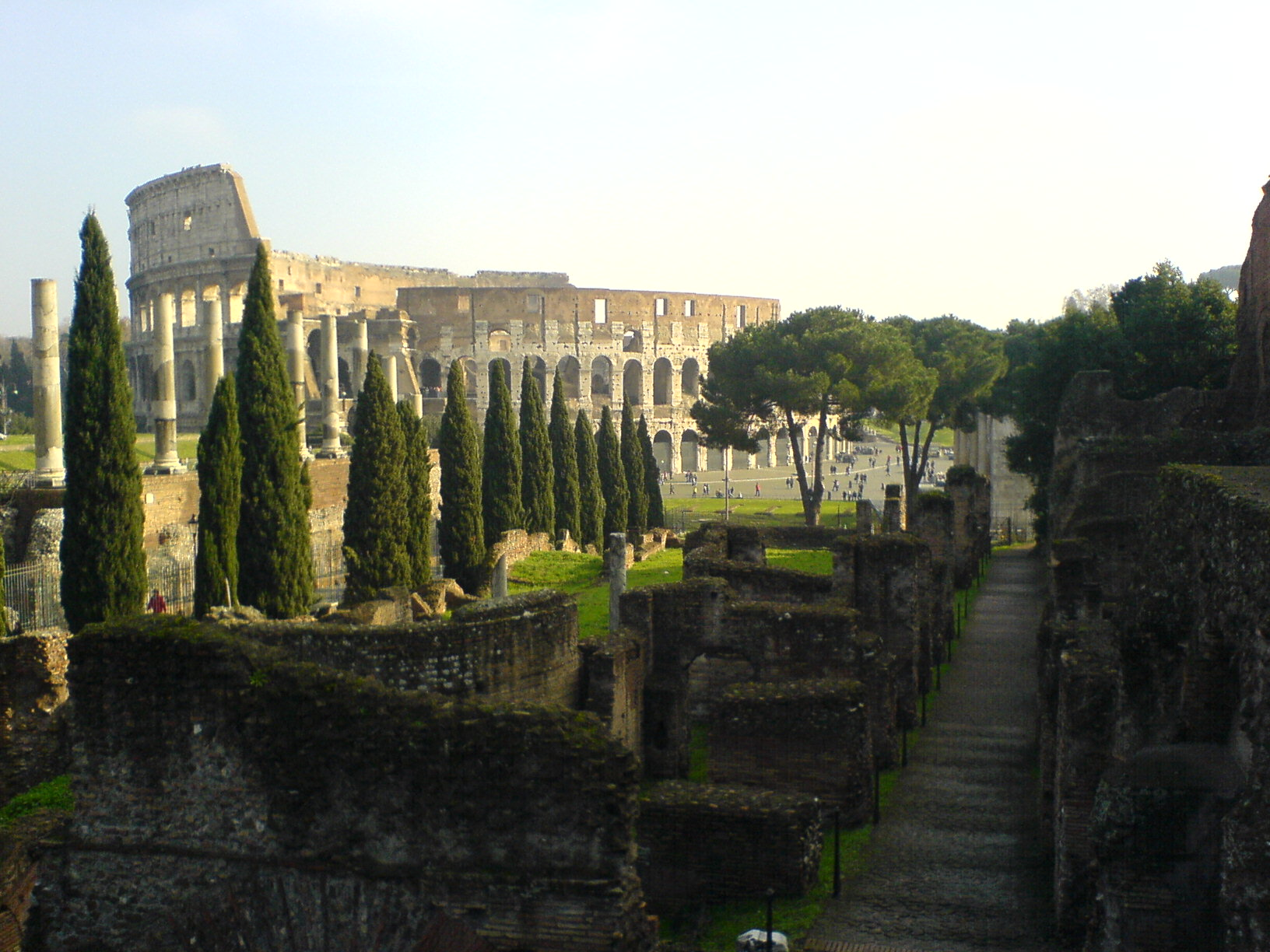
Colosseum gezien vanaf de Palatijn

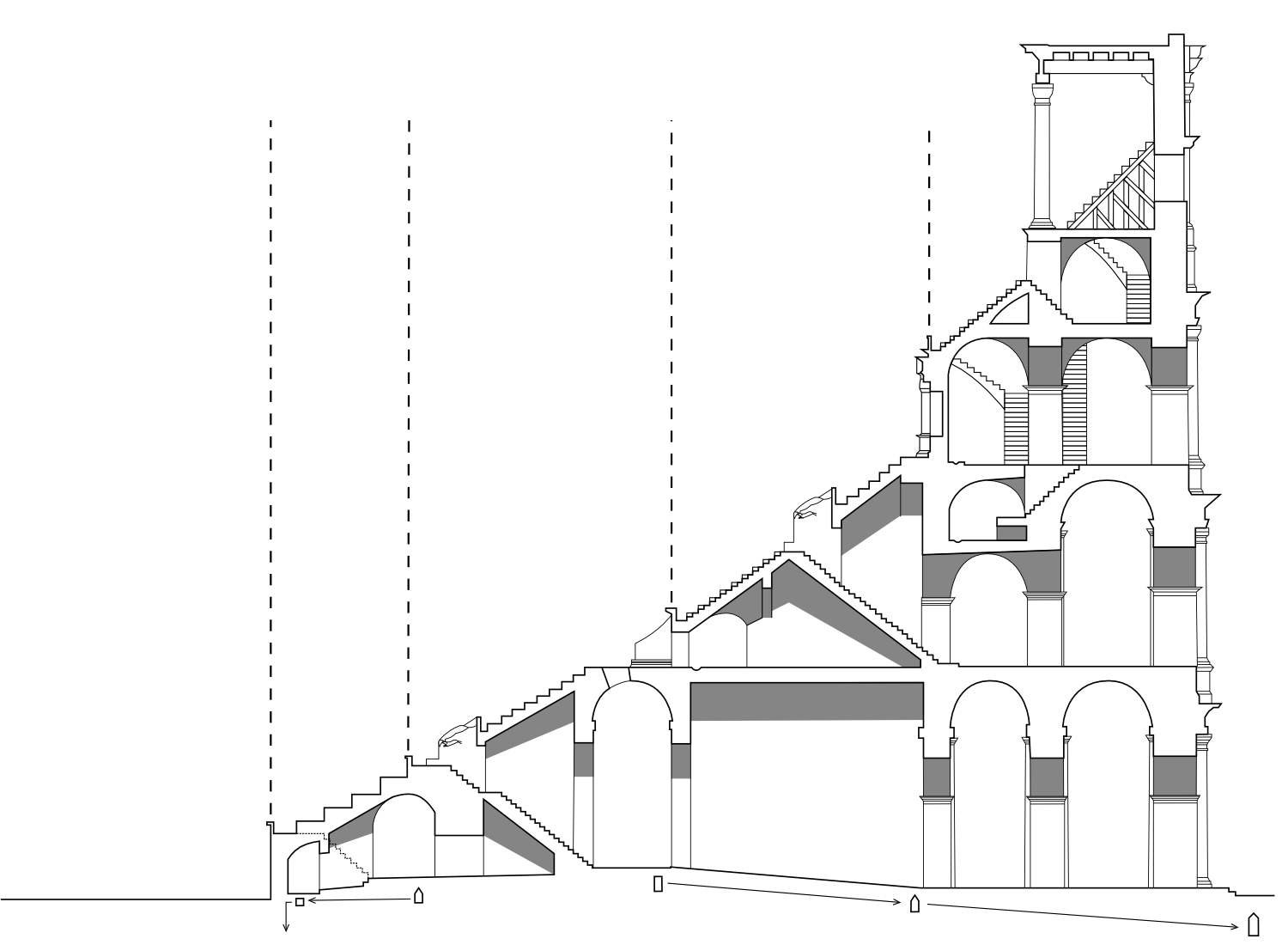
Dwarsdoorsnede tribunes

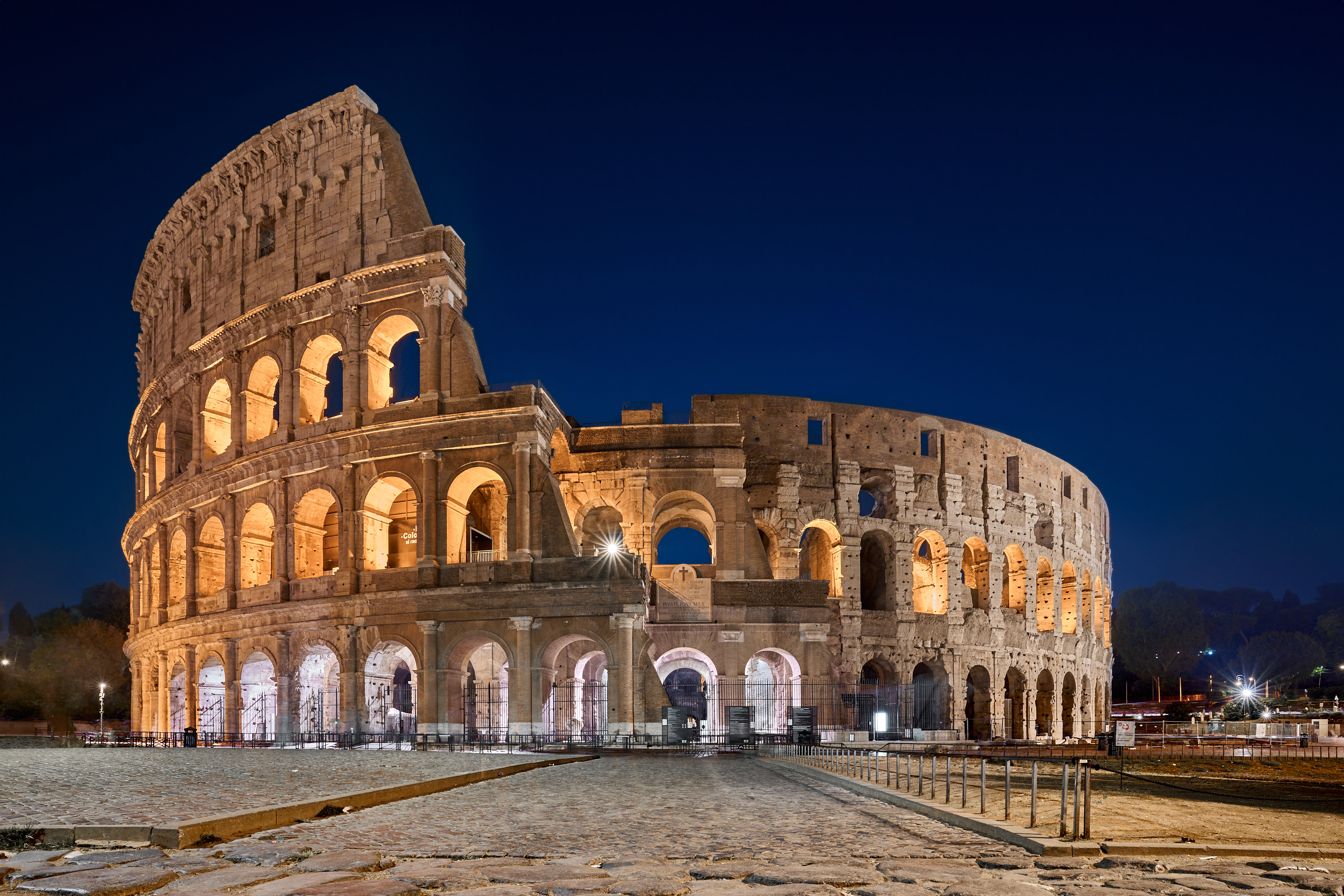
Colosseum bij nacht

Het Flavisch Amfitheater (Latijn: Amphitheatrum Flavium), beter bekend als het Colosseum, gebouwd in de 1e eeuw na Chr. te Rome, was het grootste amfitheater in het Romeinse Rijk.

## Bouw
Het Colosseum werd gebouwd door de Flavische keizers. De bouw startte op initiatief van keizer Vespasianus en werd gefinancierd uit de krijgsbuit van de plundering van Jeruzalem in 70. De bouw begon in de eerste jaren van de heerschappij van Vespasianus, waarschijnlijk in 70-72. Mogelijk werkten Joodse slaven aan het enorme amfitheater, maar hier is geen historisch bewijs voor. Na de voltooiing in 80 werd het ingewijd door keizer Titus, de oudste zoon van keizer Vespasianus.  De spelen bij de opening duurden 100 dagen. De dichter Martialis wijdde er een bundeltje van 33 epigrammen aan. Titus' opvolger en jongere broer Domitianus voegde nog een verdieping toe, benevens een aantal gangen en vertrekken onder de arena, die nu zichtbaar zijn.
Het werd gebouwd op de plaats waar het stagnum lag, een kunstmatig meer van Nero's Domus Aurea. De Flavische keizers probeerden de herinnering aan de gehate Nero uit te wissen en de gunst van het volk terug te winnen. De bouw van het Colosseum juist op de plek van het meertje, dat men had drooggelegd, paste in dat streven. Bovendien spaarde de keuze voor deze locatie veel grondverzet, aangezien het immense bouwwerk enorme fundamenten vereiste. Het meer besloeg vijf voetbalvelden en werd drooggelegd met kanalen die naar de Tiber liepen.
Vespasianus' amfitheater was het beroemdste in de Romeinse wereld. Het werd bekend als Amphitheatrum Flavium - afgeleid van Flavius, de familienaam van Vespasianus, Titus en Domitianus. Waarschijnlijk ontleende het zijn huidige naam Colosseum aan het ruim 35 meter hoge beeld, de Colossus van Nero, dat naast het amfitheater stond en niet op de afmetingen van het gebouw, wat men ook vaak beweert.
Oorspronkelijk was het een grote cirkel met twee lagen aan de binnenkant maar in de loop der jaren is een deel van de voorste laag afgebroken.

## Afmeting en vorm
Het elliptische grondvlak meet (over de assen gemeten) 188 bij 156 meter en heeft een omtrek van 527 m. De hoogte van de gevel is 48,50 meter. De buitenmuur heeft drie rijen van 80 bogen, die telkens gescheiden worden door halfzuilen, beneden met Dorische, in het midden met Ionische en boven met Korinthische kapitelen. Ook de bovenverdieping (die merendeels gesloten is) heeft Korinthische pilasters. Er waren 76 ingangen die genummerd waren met Romeinse cijfers (boven de ingangen XXIII-LIV zijn de nummers nog zichtbaar).
Het Colosseum is gebouwd uit beton, tuf- en baksteen, maar voor de façade en zuilen is gebruikgemaakt van grote hoeveelheden travertijn, dat via een speciaal aangelegde weg werd aangevoerd uit de heuvels bij Tivoli. IJzer werd gebruikt om de stenen aan elkaar te bevestigen. Een groot aantal zitplaatsen, muurbekledingen en ornamenten was van marmer. De eerste rij bogen is voornamelijk opgebouwd uit kalksteen. Voor de tweede en derde rij bogen zijn rode bakstenen (ook wel terracotta) en beton (ook wel opus signinum) gebruikt. Dit was lichter en hierdoor was de kans op instorten kleiner. Het voordeel van het gebruik van bogen is dat de kracht naar de pilaren wordt gedrukt. En doordat de boog open is, hoeft er minder steen te worden gebruikt, wat weer scheelt in gewicht. Een ander voordeel van de bogen is dat ze allemaal hetzelfde zijn. Hierdoor kon gebruikgemaakt worden van ongeschoolde arbeiders.
De cavea bood plaats aan meer dan 50.000 toeschouwers. Deze was ingedeeld in vier galerijen. Voor de keizer was er een aparte loge aan een van de lange kanten van de arena met een eigen ingang. Aan de overzijde was de loge voor de keizerin, de Vestaalse maagden en de magistraten. De senatoren hadden marmeren zitplaatsen direct aan de arena. Andere mannen zaten naargelang hun sociale positie dicht bij de arena of er verder vandaan. Op de vierde galerij zaten de vrouwen van senatoren en ridders. De arena, die door een muur van 4 meter hoog van het toeschouwersgedeelte gescheiden was, meet 76 bij 44 meter, en was gevuld met geel zand. Aan de uiteinden van de lengteas waren twee artiesteningangen.
Het Colosseum kon worden afgedekt met een canvas zonnescherm: het velarium. Dit scherm werd opgetrokken met kabels die aangetrokken werden van buiten het Colosseum over 240 masten. Deze masten staken via gaten in de kroonlijst in een uitstekende stenen bak. Voor het optrekken van het velarium was een regiment matrozen in Rome aanwezig. Naar schatting waren er wel duizend man nodig om het scherm op te trekken. Op het plein buiten het Colosseum staan nog enkele stenen met gaten waaraan de kabels bevestigd werden, hoewel ook gedacht wordt dat deze stenen dienden voor dranghekken.
Naderhand is er nog een hypogeum bijgebouwd: het ondergronds labyrint, vermoedelijk onder het bewind van keizer Domitianus. Hier waren 60 valluiken en 30 liften. Door de luiken en liften konden tijgers naar de arena geleid worden.
In de nabijheid van het Colosseum waren vier gladiatorenscholen. Voor de bestiarii was er de Ludus Matutinus, zo genoemd omdat de wilde-dierengevechten in de ochtend plaatsvonden, en voor de 'echte' gladiatoren waren er de Ludus Gallicus, de Ludus Dacicus en de Ludus Magnus. De laatste was de grootste, lag het dichtst bij het Colosseum en was er door een ondergrondse gang mee verbonden. Een deel ervan is door opgravingen ten oosten van het Colosseum blootgelegd.

## Voorstellingen
Het Colosseum was geheel bedoeld voor de spelen die werden georganiseerd en gefinancierd door de heersende keizer. Bij de opening organiseerde Titus spelen die 100 dagen duurden. Volgens de overlevering waren er naast veel gladiatorengevechten de meest verbazingwekkende schouwspelen te zien. Zo was er een gevecht tussen kraanvogels en een gevecht tussen vier olifanten. Negenduizend tamme en wilde dieren werden afgeslacht. Ook vrouwen traden op als wilde-dierenvechters.
Bij normale spelen in het Colosseum werden ’s morgens wilde-dierengevechten gehouden waarbij bestiarii (wilde-dierenvechters) vochten met allerlei wilde dieren in venationes (jachtpartijen). De arena werd op passende wijze ingericht met rotspartijen, struiken, e.d. Tussen de middag was er voor geïnteresseerden een pauzeprogramma waarin veroordeelde gevangenen voor de wilde dieren werden gegooid (damnatio ad bestias). Het middagprogramma met de gladiatorenshows (munera) vormde het hoogtepunt.
Kort na de opening werden volgens de overlevering ook naumachiae (zeeslagen) gehouden. Nadat men de arena met miljoenen liters water had laten vollopen, werden beroemde zeeslagen uit de geschiedenis geënsceneerd. Hoe dit precies in zijn werk ging is niet duidelijk, omdat de arena van het Colosseum te klein is voor oorlogsschepen. Men stopte hier in ieder geval mee na de verbouwing door Domitianus, toen twee verdiepingen onder de arena werden aangelegd. Andere bronnen melden dat de zeeslagen waarschijnlijk een vergissing zijn van de historicus Dio Cassius. Hij schreef in de 4e eeuw hoe 150 jaar eerder zeeslagen werden nagespeeld in een onder water gelopen arena. De zeeslagen vonden vermoedelijk plaats in de Naumachie van Augustus, een met water gevulde arena aan de overkant in Trastevere.
Met de opkomst van het christendom ontstond er steeds meer verzet tegen de spelen. Een enkele keizer, zoals Marcus Aurelius, was al tegen de gladiatorengevechten, maar hij kon ze door de grote populariteit onder het gewone volk niet zonder meer afschaffen. De gladiatorengevechten werden afgeschaft nadat het christendom tot staatsgodsdienst werd verheven. De christelijke keizer Honorius verbood de spelen in 404, nadat een monnik die bij een strijd tussen gladiatoren tussenbeide wilde komen, door het publiek werd gelyncht. Het Colosseum bleef hierna nog wel in gebruik voor andere voorstellingen, voornamelijk venationes, waarbij gejaagd werd op wilde dieren. De laatst bekende voorstelling werd gehouden in 523.
Historici schatten dat in de loop der eeuwen tussen de 300.000 en 500.000 mensen in het Colosseum zijn gestorven.

## Verdere geschiedenis
Het Colosseum heeft te lijden gehad onder verschillende natuurrampen. Een blikseminslag in 217 beschadigde het Colosseum dusdanig dat er gedurende vijf jaar geen spelen georganiseerd konden worden. Diverse aardbevingen brachten grote schade toe aan het gebouw, maar zolang het gebouw in gebruik was werd het telkens gerepareerd door de Romeinen en later door de Ostrogoten. Tijdens de middeleeuwen volgden twee grote aardbevingen, in 847 en 1349, die het Colosseum verder verwoestten. In de 12e eeuw werd de ruïne van het amfitheater omgebouwd tot fort van de familie Frangipani. De belangrijke Romeinse families, waar vaak ook de paus uit voortkwam, beschouwden het Colosseum als een groeve waar eenvoudig bouwmateriaal gehaald kon worden voor hun nieuw te bouwen kerken en paleizen. Zo werd al het marmer verwijderd en hergebruikt in nieuwe gebouwen of simpelweg verbrand om kalk te verkrijgen. Ook het ijzer, waarmee de blokken steen en marmer werden vastgezet, was gewild.
Aan deze plundering kwam pas een einde in 1749 toen Paus Benedictus XIV de historische waarde van het Colosseum inzag en het verdere gebruik als steengroeve verbood. Hij wijdde het Colosseum als kerk ter nagedachtenis aan de lijdensweg van Christus en bouwde binnenin een kruisweg. Op een van de muren werd een fresco aangebracht van de kruisweg van Jezus in Jeruzalem, waarvoor een denkbeeldig bovenaanzicht van deze stad werd overgenomen uit het boek van de Nederlandse priester Christiaan Kruik van Adrichem. De grond van het amfitheater werd als heilig beschouwd vanwege het bloed van de christelijke martelaren dat hier vergoten werd, hoewel de meeste Christenen waarschijnlijk gedood werden in het Circus Maximus. Latere pausen lieten het Colosseum nog verder restaureren en archeologisch onderzoeken.
Hoewel het Colosseum niet meer de oorspronkelijke afmetingen heeft, is het nog steeds een imposant geheel en trekt het dagelijks duizenden toeristen. In de moderne tijd is een gedeelte van de houten arenavloer weer aangebracht.

## Wereldwonder
- Op 7 juli 2007 werd het Colosseum tot een van de zeven nieuwe wereldwonderen gekozen

## Trivia
- Het Colosseum staat afgebeeld op de Italiaanse 5 eurocent.
- In de film Gladiator van Ridley Scott speelt het Colosseum een cruciale rol, hoewel de opnames van de film niet in Rome plaatsvonden maar in een half nagemaakt Colosseum te Malta.

Colosseum · Amphitheatrum Castrense · Theater van Marcellus · Circus Maximus · Circus van Maxentius
Chichén Itzá · Cristo Redentor · Colosseum · Chinese Muur · Machu Picchu · Rotswoningen in Petra · Taj Mahal

Erestatus: Piramide van Cheops